# Kon-Boot
Kon-Boot (kon boot, konboot) är en programvara som tillåter användare kringgå Microsoft Windows-lösenord och Apple macOS-lösenord (Linux stöds inte längre). Verktyget gör inga permanenta ändringar i systemet som det används på. Det är också det första verktyget i världen som kan kringgå lösenord på Microsoft Windows 10-system live (online), och samtidigt användas både på Windows och macOS operativsystem.

## Bakgrund
Kon-Boot skapades ursprungligen som ett gratis prototypverktyg, främst för personer som har problem med att komma ihåg sina lösenord. Huvudtanken med programmet var att låta användare komma åt datorn utan att komma ihåg lösenordet och utan permanenta ändringar i operativsystemet.
Den första utgåvan av Kon-Boot kom ut år 2008 på DailyDave-adresslistan . Den dåvarande versionen av programmet (1.0) var gratis och möjliggjorde användare att komma åt Linux-system utan att komma ihåg lösenordet.
2009-versionen av programmet möjliggjorde också att kringgå lösenord och logga in utan lösenord på Windows-system, från och med Windows XP upp till Windows 7 . Versionen är fortfarande tillgänglig som freeware.
Den nyaste versionen av Kon-Boot utvecklas ständigt och är kommersiellt tillgänglig. Version 3.1 gör det möjligt att kringgå lösenord på följande operativsystem:
| Supported Microsoft Windows operating systems                                                  |
| ---------------------------------------------------------------------------------------------- |
| Microsoft Windows XP                                                                           |
| Microsoft Windows Vista Home Basic 32Bit/64Bit                                                 |
| Microsoft Windows Vista Home Premium 32Bit/64Bit                                               |
| Microsoft Windows Vista Business 32Bit/64Bit                                                   |
| Microsoft Windows Vista Enterprise 32Bit/64Bit                                                 |
| Microsoft Windows Server 2003 Standard 32Bit/64Bit                                             |
| Microsoft Windows Server 2003 Datacenter 32Bit/64Bit                                           |
| Microsoft Windows Server 2003 Enterprise 32Bit/64Bit                                           |
| Microsoft Windows Server 2003 Web Edition 32Bit/64Bit                                          |
| Microsoft Windows Server 2008 Standard 32Bit/64Bit                                             |
| Microsoft Windows Server 2008 Datacenter 32Bit/64Bit                                           |
| Microsoft Windows Server 2008 Enterprise 32Bit/64Bit                                           |
| Microsoft Windows 7 Home Premium 32Bit/64Bit                                                   |
| Microsoft Windows 7 Professional 32Bit/64Bit                                                   |
| Microsoft Windows 7 Ultimate 32Bit/64Bit                                                       |
| Microsoft Windows 8 and 8.1 all versions (32Bit/64Bit -- includes live/online password bypass) |
| Microsoft Windows 10 all versions (32Bit/64Bit -- includes live/online password bypass)        |

| Supported Apple macOS / OS X operating systems |
| ---------------------------------------------- |
| Apple OS X 10.6                                |
| Apple OS X 10.7                                |
| Apple OS X 10.8                                |
| Apple OS X 10.9                                |
| Apple OS X 10.10                               |
| Apple OS X 10.11                               |
| Apple macOS Sierra (10.12)                     |
| Apple macOS High Sierra (10.13)                |
| Apple macOS Mojave (10.14)                     |
| Apple macOS Catalina (10.15)                   |
| Apple macOS Big Sur (11)                       |
| Apple macOS Monterey (12)                      |
| Apple macOS Ventura (13)                       |
| Apple macOS Sonoma (14)                        |

## Teknologi
Kon-Boot modifierar operativsystemkärnan vid starttid och ändrar tillfälligt koden som är ansvarig för auktorisation av användare. Alla dessa ändringar görs i virtuellt minne och försvinner efter att datorn startas om. Till skillnad från andra verktyg, t.ex. CHNTPW, ändrar Kon-Boot inte SAM-databasen eller andra systemfiler.

## Begränsningar och förebyggande
För att skydda mot användning av Kon-Boot-program, bör användare använda hårddiskkryptering (t.ex. FileVault, BitLocker, VeraCrypt, TrueCrypt-programvara) eftersom Kon-Boot-verktyget inte är kompatibelt med sådana lösningar. BIOS-lösenordet och aktiv SecureBoot i BIOS är också en bra skyddsmetod.